# Kronides incumbens
Kronides incumbens är en insektsart som beskrevs av Ernst Friedrich Germar. Kronides incumbens ingår i släktet Kronides och familjen hornstritar. Inga underarter finns listade i Catalogue of Life.